# Dirk Rauin
Dirk Rauin, nemški rokometaš, * 16. marec 1957.
Leta 1984 je na poletnih olimpijskih igrah v Los Angelesu v sestavi zahodnonemške rokometne reprezentance osvojil srebrno olimpijsko medaljo.